# The Sunday Times

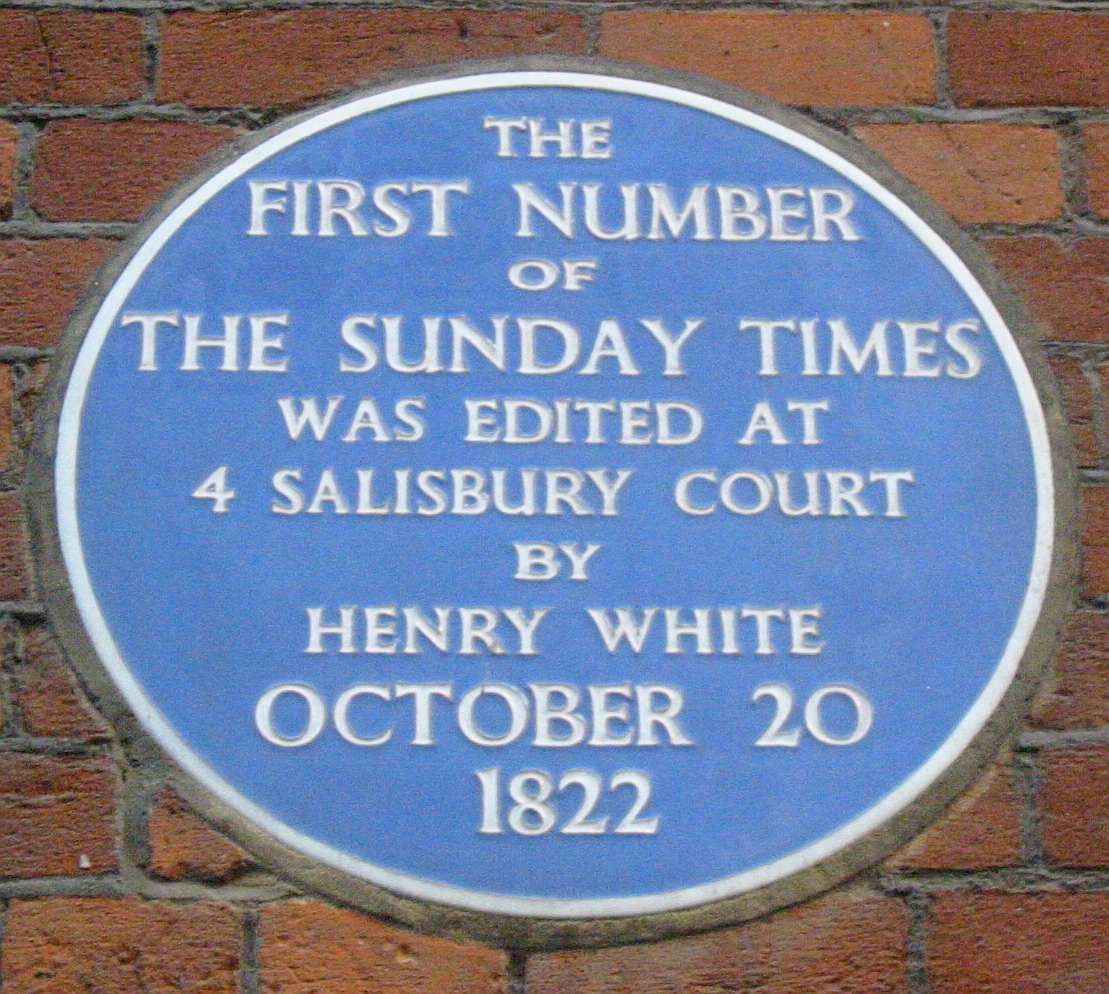
Gedenkplaat aan 4 Salisbury Court ter herinnering aan het verschijnen van de eerste editie van The Sunday Times

The Sunday Times is een wekelijkse Britse broadsheet-krant die uitgebracht wordt door Times Newspapers Ltd, een dochteronderneming van News International dat ook The Times uitgeeft en op zijn beurt deel uitmaakt van News Corporation.
In september 2006 ging de prijs omhoog van £ 1,80 naar £ 2, waarna het aantal lezers iets is gedaald (hetzelfde geldt voor andere Britse zondagskranten).

## Geschiedenis
The Sunday Times werd opgericht in 1822 en verscheen voor het eerst op 20 oktober van dat jaar. Voorlopers waren The New Observer en the Independent Observer. In januari 1823 verkocht de oprichter, Henry White, het blad aan Daniel Whittle Harvey, een radicaal gezind politicus.
Het blad had in die tijd twee keer een opvallende primeur: in januari 1838 verscheen een afdruk van een houtsnede in het blad, de tot dan toe grootste illustratie in een Engelse krant ooit. Hierop was de kroning van koningin Victoria afgebeeld. En in 1841 was de Sunday Times wellicht de eerste landelijke Engelse krant, die een feuilleton opnam: Old St. Paul's, geschreven door William Harrison Ainsworth.
In 1893 kocht Rachel Beer het blad op, en in 1908 Alfred Harmsworth. In 1959 maakte het deel uit van de Kemsley-krantengroep, die dat jaar werd opgekocht door Roy Thomson. In 1966 kocht Thomson ook The Times op, en vanaf dat moment werden zowel deze krant als The Sunday Times uitgegeven door Times Newspapers Ltd.
In 1981 kocht Rupert Murdochs bedrijf News International The Sunday Times op, waarmee Murdoch de controle kreeg over vier nationale Britse kranten: The Times, The Sunday Times, The Sun en News of the World.

### Belangrijke feiten
- In 1983 publiceerde The Sunday Times het dagboek van Hitler, zonder dat men wist dat het om een vervalsing ging.
- Op basis van door Mordechai Vanunu geleverde informatie meldde het blad in 1986 dat Israël meer dan 100 kernwapens had aangemaakt.
- Op 12 juli 1987 begon het blad met het als serie publiceren van Spycatcher, terwijl dit boek in het Verenigd Koninkrijk officieel verboden was. De Britse regering spande een rechtszaak tegen het blad aan, die echter bij het Europees Hof voor de Rechten van de Mens door The Sunday Times werd gewonnen[1].
- Gedurende de jaren 90 publiceerde het blad - onder meer naar aanleiding van ene interview met Peter Duesberg - meer dan twee jaar lang een serie artikelen waarin de rol van Hiv bij het veroorzaken van aids werd ontkend en de aidsepidemie in Afrika een mythe werd genoemd. Deze publicaties werden door Nature scherp veroordeeld[2].
- Elk jaar publiceert The Sunday Times een bijgewerkte versie van de Sunday Times Rich List.

## Ierse uitgave
In de jaren 1990 verscheen er een aparte Ierse editie van The Sunday Time voor de Ierse Republiek (die volledig losstaat van The Irish Times). In Dublin werd in 1993 een kantoor geopend dat werd geleid door Alan Ruddock en John Burns. Aanvankelijk bevatten de nummers hoofdzakelijk een paar nieuwsfeiten, columns van onder meer Eoghan Harris en een sectie Culture met de zendschema's van de Ierse televisiekanalen RTÉ One en RTÉ Two. Sinds 2005 heeft het blad echter aanzienlijk meer inhoud gekregen, dankzij de oprichting van een aparte drukkerij en de medewerking van een aantal journalisten.
Per week worden er ongeveer 140.000 gedrukte exemplaren van de Ierse versie van The Sunday Times verkocht. De uitgever is momenteel Frank Fitzgibbon, die ook een van de oprichters van The Sunday Business Post is.

## Schotse uitgave
Het blad kent ook eveneens een aparte Schotse uitgave. Hierin zijn de artikels grotendeels hetzelfde als in de Britse editie, met enkele toegevoegde Schotse verhalen en tv-schema's van Schotse zenders. Ook zijn de opiniesecties door Schotten geschreven.

## Uitgevers
1821: Henry White
1822: Daniel Whittle Harvey
1824: Clarkson
1828: Thomas Gaspey
1835:
1850: E. T. Smith
1858: E. W. Scale
1867: Edmund Scale
1874: Joseph Hatton
1881: Neville Bruce
1887: Phil Robinson
1890: Arthur William à Beckett
1893: Rachel Beer
1901: Leonard Rees
1932: William W. Hadley
1950: Harry Hodson
1961: Denis Hamilton
1967: Harold Evans
1981: Frank Giles
1983: Andrew Neil
1995: John Witherow

## Naamgenoten
Ook in veel andere landen, waar de Engelse taal de voertaal is, bestonden of bestaan nog kranten met de titel Sunday Times.  Onder andere in de Verenigde Staten, waar de zondagbijlage van de New York Times deze titel draagt. Ook in India, Maleisië, Sri Lanka, Zuid-Afrika, Malta en in de stad Perth in Australië bestaan er bladen met deze naam.